# Хантер, Роберт (энциклопедист)
Роберт Хантер (англ. Robert Hunter, 3 сентября 1823, Ньюбург, Файф — 25 февраля 1897, Логтон, Эссекс) — главный редактор Энциклопедического словаря (англ. Encyclopædic Dictionary), который он выпустил в семи томах с 1879 по 1888 год. Кроме того, он был рукоположённым священником и миссионером Свободной церкви Шотландии, а также выдающимся геологом, членом Геологического общества.

## Биография
Роберт Хантер родился в Ньюбурге, Файф, в 1823 году в семье Джона Маккензи Хантера из Портпатрика, Уигтауншир, акцизного инспектора, и Агнес Стрикленд из Ульверстона, Ланкашир. Семья переехала в дом 5 по улице Литтлджон в Абердине, когда Роберт был ещё маленьким.
Хантер получил образование в средней школе Абердина, где занял первое место на открытом экзамене на получение университетской стипендии и поступил в колледж Маришал при Университете Абердина. Он изучал латынь, греческий язык, математику и естественные науки, часто занимая первые места на экзаменах. Около 1843 года он изучал богословие в течение как минимум одного года в Новом колледже в Эдинбурге.
Его первой работой была должность репетитора на Бермудских островах, а свободное время он проводил за сбором кораллов; в 1845 году он привёз домой самые прекрасно сохранившиеся образцы мозгового коралла, которые когда-либо видел профессор сэр Ричард Оуэн.
Будучи стажёром, Хантер преподавал в воскресной школе церкви West Free в Котбридже. В ноябре 1846 года он уехал, получив сан священника в Свободной церкви Шотландии, чтобы работать миссионером в Нагпуре в Индии в качестве помощника преподобного Стивена Хислопа. Он прибыл в Нагпур в начале 1847 года. И Хислоп, И Хантер оба были увлечёнными геологами и во время своих миссионерских путешествий фиксировали местную геологию и окаменелости. Оба они написали ряд геологических работ, которые в их отсутствие были зачитаны в Лондонском геологическом обществе.
В 1855 году из-за плохого здоровья Хантер был вынужден вернуться в Великобританию. Он написал несколько статей для British and Foreign Evangelical Review. В 1863 году он опубликовал свою «Историю Индии». Помимо прочего, он проводил службы в пресвитерианской церкви Англии в Сьюардстоне и был детским священником церкви в доках Виктории, которую построил для него сахарный магнат Джеймс Дункан. В Англии он был членом Пресвитерианской церкви Англии, хотя никогда не был её священнослужителем.
В 1882 году Хантер построил дом Forest Retreat (ныне Forest Villa) на Стэйплс-роуд, в холмистой части Лоутона, Эссекс, которую некоторые позже называли Маленьким Корнуоллом. Из дома открывался вид на лес Эппинг и долину Родинг. 23 февраля 1997 года, в столетие со дня смерти Хантера, городской совет Лоутона установил на доме синюю мемориальную доску с надписью «Здесь жил преподобный Роберт Хантер (1823—1897), лексикограф и натуралист».
Роберт Хантер умер в этом доме в 1897 году и был похоронен на кладбище Лондонского Сити.

## Энциклопедический словарь
Самая известная работа Хантера — его «Энциклопедический словарь» (англ. Encyclopædic Dictionary). Это был самый большой словарь на английском языке, да и на любом другом языке, на тот момент. Дизайн его страниц является «замечательным предшественником макета OED Мюррея: для заглавных слов используются жирные строчные буквы, смыслы разделены с помощью „ветвящейся“ системы нумерации, и каждый смысл в иерархии начинает новый абзац».
«Колоссальная работа» Хантера над словарём заняла семнадцать лет его жизни: семь лет он работал самостоятельно, а затем десять лет с командой Генри Шеррена и Джона Уильямса в Forest Retreat, доме Хантера в Лоутоне, Эссекс. Его интерес к лексикографии остался неудовлетворённым, когда он приступил к редактированию 764-страничного «Библейского словаря» Касселла.

## Почести и отличия
В 1868 году Хантер стал членом Геологического общества. В 1883 году Абердинский университет присвоил ему почётную степень доктора права.

## Семья
Старший брат Хантера, Джон, родившийся в Ньюбурге в 1821 году, работал журналистом в Канаде и основал первое строительное общество в Галифаксе; его семья окончательно переехала в Канаду в 1857 году, и в 1861 году он сменил свою фамилию на Хантер-Дювар.